# Барыкин, Емельян Игнатьевич
Емелья́н Игна́тьевич Бары́кин (20 июля [2 августа] 1902 года — 25 марта 1951 года) — Герой Советского Союза (01.01.1944), секретарь Гомельского подпольного горкома партии, начальник штаба Гомельского партизанского соединения, полковник.

## Биография
Родился 20 июля (2 августа) 1902 года в деревне Тростная ныне Комаричского района Брянской области в семье крестьянина. Русский. Член ВКП(б) с 1928 года. Окончил начальную школу. С 1915 года работал чернорабочим железнодорожного депо в городе Брянске. Служил в железнодорожном полку Красной Армии в городе Гомеле. В 1922 году окончил курсы помощника начальника станции в городе Курске. В течение трёх лет был начальником штаба противовоздушной обороны в городе Унече. С 1937 года — на партийной работе, секретарь парткома Белорусской железной дороги, первый секретарь Железнодорожного райкома партии города Гомеля. В 1939 году окончил советскую партийную школу. С марта 1941 года — секретарь Гомельского горкома партии, с июля 1941 — второй секретарь горкома.
В августе 1941 года Барыкин участвовал в организации обороны Гомеля, был одним из создателей Гомельского полка народного ополчения. Одновременно создавал подполье в городе: намечал явочные квартиры, продумывал систему связи, определял места закладки материальных баз, заботился об оснащении диверсионных групп толом, минами, взрывателями, оружием.
После занятия немецкими войсками Гомеля, Барыкин ушёл в Новобелицкий лес, где стал комиссаром партизанского отряда «Большевик», оставаясь одновременно членом Гомельского подпольного обкома, секретарём Гомельского подпольного горкома ВКП(б).
С августа 1941 года по лето 1942 года партизаны разгромили несколько гарнизонов противника, подорвали мост через реку Вить, устроили двадцать пять засад на шоссейных дорогах, уничтожив десятки автомашин и обозов.
Первый выход на железную дорогу Гомель — Жлобин Барыкин возглавлял сам. Была заложена «удочка» — мина натяжного действия. Эшелон с гитлеровцами был пущен под откос.
После первого эшелона диверсионные группы стали выходить на железную дорогу регулярно. Созданная комсомольско-молодёжная диверсионная группа, выросшая позднее в диверсионный отряд, пустила под откос 58 эшелонов противника, подорвала 87 автомашин, танков и броневиков, уничтожила много солдат и офицеров вермахта.
6—7 августа 1942 года Барыкин возглавил налёт на гарнизон противника в деревне Борщёвка. В ходе боя было уничтожено до 150 солдат, захвачены большие трофеи.
В ноябре 1942 года блокированные крупными силами войск вермахта отряды «Большевик», «За Родину» и имени Ворошилова вынуждены были оставить свои базы и укрыться в Октябрьском районе, где была обширная партизанская зона.
6 февраля 1943 года на расширенном командирском совещании, проходившем в Полесском лесу, было решено партизанские отряды преобразовать в бригады и объединить в партизанские соединения. Барыкин стал начальником штаба Гомельского партизанского соединения.
Партизанская война продолжилась. Только в апреле 1943 года было сброшено под откос восемь поездов. Был уничтожен Салтановский военный завод.
Летом и осенью 1943 года Гомельское партизанское соединение активно участвовало в «рельсовой войне». Не забывали и о шоссейных дорогах, гитлеровских гарнизонах в деревнях, помогали обжиться в лесах крестьянам, деревни которых были сожжены дотла.
17 ноября 1943 года Барыкин возглавил одну из партизанских бригад при захвате переправы через реку Березину у деревни Горваль. Гитлеровцы построили паром, навели переправу для отступающих войск. В результате молниеносного штурма нескольких бригад в Горвале партизаны захватили не только паром и переправу, но и технику, собиравшуюся переправиться на западный берег. Противник направил большие силы для того, чтобы вернуть переправу, но партизаны под руководством Барыкина создали крепкую оборону и три дня удерживали её. 20 ноября 1943 года по сохранённой партизанами Горвальской переправе на западный берег переправились уже советские войска.
Указом Президиума Верховного Совета СССР «О присвоении звания Героя Советского Союза белорусским партизанам» от 1 января 1944 года за «образцовое выполнение правительственных заданий в борьбе против немецко-фашистских захватчиков в тылу противника и проявленные при этом отвагу и геройство и за особые заслуги в развитии партизанского движения в Белоруссии» удостоен звания Героя Советского Союза с вручением ордена Ленина и медали «Золотая Звезда» (№ 3207).
С 1944 года полковник Е. И. Барыкин — в запасе. Продолжил работать секретарём Гомельского горкома партии. С 1948 года избран секретарём Барановичского обкома ВКП(б). Депутат Верховного Совета БССР с 1947 года. Награждён знаком «Почётный железнодорожник».
Умер 25 марта 1951 года. Похоронен в Гомеле в мемориальном сквере у площади Труда.

## Награды и звания
- Медаль «Золотая Звезда» Героя Советского Союза (№ 3207)
- Орден Ленина
- Орден Красного Знамени (1943)
- Орден Трудового Красного Знамени (1949)
- Медали
- Знак «Почётный железнодорожник»

## Память
- Имя Е. И. Барыкина носят улица и школа № 16 в Гомеле, теплоход Министерства речного флота.
- Установлена мемориальная доска на доме одноимённой улицы в Гомеле.
- Мурал с изображением Е. И. Барыкина на здании одноимённой улицы в Гомеле[2].
- Стела в честь Е. И. Барыкина установлена на Аллее Героев в Гомеле (ул. Советская)[3][4].
- Студенческий отряд «Лесовики» имени Героя Советского Союза Емельяна Игнатьевича Барыкина из Грабовки (Гомельский район).